# Трофимов, Владимир Васильевич (министр)
Владимир Васильевич Трофимов (25 августа 1915, Москва — 1992) — советский врач; полковник медицинской службы; министр здравоохранения РСФСР (1962—1983).

## Биография
В 1931—1934 гг. учился в школе фабрично-заводского ученичества. В 1935 г. поступил в 1-й Московский медицинский институт. В 1940 г., по окончании 4 курсов института, был призван в Красную Армию. Служил командиром 309-го отдельного медико-санитарного батальона 303-й стрелковой дивизии Резервного фронта (с августа 1941 г.), командиром 108-го отдельного медико-санитарного батальона 194-й стрелковой дивизии (Резервный фронт — октябрь 1941, Западный фронт, Центральный фронт — март-сентябрь 1943 г.). В 1942 г. вступил в ВКП(б). В 1943—1944 гг. — дивизионный врач 194-й стрелковой дивизии (Белорусский, 1-й Белорусский фронты). До конца войны — помощник начальника 1-го отдела 116-го Управления полевого эвакуационного пункта (1-й Белорусский фронт).
В 1946 году прошёл переподготовку в Центральном институте усовершенствования врачей. В 1946—1951 годах работал в Управлении кадров Главного военно-медицинского управления Министерства обороны СССР. В 1951 году получил звание полковника медицинской службы.
В 1951 году стал инструктор Административного отдела ЦК ВКП(б). В 1954 года назначен на должность заместителя министра здравоохранения РСФСР, затем — начальника Управления внешних сношений Министерства здравоохранения СССР. С 10 декабря 1962 по 21 апреля 1983 года — министр здравоохранения РСФСР. Входил в состав Президиума Союза обществ Красного Креста и Красного Полумесяца СССР.
В 1971 и 1975 годах был избран депутатом Верховного Совета РСФСР.
С апреля 1983 г. — на пенсии.
Похоронен на Новом Донском кладбище.

## Деятельность на посту министра
Руководил программой развития материальной базы здравоохранения. Способствовал открытию новых медицинских вузов на Урале, в Сибири и на Дальнем Востоке. Был инициатором создания Главного управления научно-исследовательских институтов и координации научных исследований министерства здравоохранения РСФСР. По его инициативе была расширена сеть стоматологических факультетов и организованы новые кафедры соответствующего профиля. 

## Научная и образовательная деятельность
Трофимов опубликовал более 60 научных работ. Входил в состав редколлегий и являлся ответственным редактором медицинских энциклопедий был автором ряда крупных статей в этих энциклопедиях. Был первым главным редактором журнала «Здравоохранение в Российской Федерации». Принимал участие с докладами на всероссийских медицинских съездах. В 1977 году выступил с актовой речью в Институте им. Пирогова.
Возглавлял кафедру социальной гигиены и организации здравоохранения Московского медицинского стоматологического института

### Избранные труды
- Трофимов В. В. Здравоохранение Российской Федерации за 50 лет. — М.: Медицина, 1967. — 332 с. — 8000 экз.
- Трофимов В. В. Организация медицинской помощи на промышленных предприятиях : [Стеногр. лекции]. — М., 1976. — 32 с. — 200 экз.
- Трофимов В. В. Советское социалистическое здравоохранение — историческое завоевание Великого Октября : [Лекция]. — М.: Б. и., 1977. — 27 с. — (В надзаг.: 2-й моск. мед. ин-т им. Н. И. Пирогова). — 300 экз.

## Награды
- орден Ленина (1966)
- орден Октябрьской Революции (22.08.1975)
- 3 ордена Отечественной войны II степени (29.01.1944; 08.03.1945; 11.03.1985)
- два ордена Трудового Красного Знамени (11.02.1961; 1971)
- орден Красной Звезды (22.03.1942)
- орден Дружбы народов (26.06.1981)
- орден «Знак Почёта» (25.08.1965)
- медаль «За боевые заслуги»
- другие медали